# 崔爱英
崔爱英（韓語：최애영，1959年7月25日—2008年5月14日），韩国前女子篮球运动员。她曾代表韩国国家队参加1984年夏季奥林匹克运动会篮球比赛，结果队伍获得一枚银牌。